# Армия вторжения
А́рмия вторже́ния — часть вооружённых сил государства, которая предназначалась для внезапного нападения на другую страну и захвата стратегической инициативы. Термин стал применяться в военно-технической литературе после Первой мировой войны в связи с появлением идеи о блицкриге — молниеносном нанесении сокрушительного удара по врагу. Теория армий вторжения была разработана французскими (Морис Гамелен) и немецкими (Фердинанд Фош, Эрих Людендорф) военными деятелями. Такие армии были реализованы в вооружённых силах Германии, Японии и Италии перед Второй мировой войной.
Перед армиями вторжения ставились следующие задачи: разгрома войск прикрытия и части главных сил, срыв мобилизации, сосредоточения и развёртывания вооружённых сил противной стороны, дезорганизация его тылов, а при благоприятных условиях — овладения частью территории и вывод страны из войны. Для реализации этих задач теоретиками предлагались внезапные удары ВВС и ВМФ и прорыв подвижных соединений в глубину вражеской территории.
По мнению «Военной энциклопедии», в настоящее время термин «армия вторжения» устарел. Также этот термин может применяться вне связи с доктриной блицкрига к армиям, которые в прошлом заранее и тайно размещались на границе для внезапного нападения — например, к Великой армии Наполеона. По мнению словаря «Война и мир в терминах и определениях», в современное время типичным примером армии вторжения может служить группировка войск, участвовавшая во вторжении Ирака в Кувейт в 1990 году.